# Glan (Sarangani)
Glan è una municipalità di prima classe delle Filippine, situata nella provincia di Sarangani, nella regione di Soccsksargen.

## Contrade
Glan è formata da 31 baranggay:
- Baliton
- Batotuling
- Batulaki
- Big Margus
- Burias
- Cablalan
- Calabanit
- Calpidong
- Congan
- Cross
- Datalbukay
- E. Alegado
- Glan Padidu
- Gumasa
- Ilaya
- Kaltuad

- Kapatan
- Lago
- Laguimit
- Mudan
- New Aklan
- Pangyan
- Poblacion
- Rio Del Pilar
- San Jose
- San Vicente
- Small Margus
- Sufatubo
- Taluya
- Tango
- Tapon